# Volcanal
Ne doit pas être confondu avec Autel de Saturne ou Lapis Niger.
Le Volcanal ou Vulcanal (en latin : Area Volcani) est le plus ancien lieu de culte de Rome dédié à Vulcain, dieu du feu, datant du VIIIe siècle av. J.-C.

## Localisation
La localisation précise de l'aire sacrée n'est pas connue mais il semble établi qu'elle se soit étendue sur une zone qui correspond en partie au site du Forum Romain, plus précisément la partie nord-ouest.
Selon une première hypothèse proposée la première fois par l'archéologue italien Giacomo Boni après des fouilles entreprises sur le Forum entre 1899 et 1905, l'aire sacrée se situe quelques dizaines de mètres au sud-ouest du Lapis Niger, derrière l'Umbilicus Urbis Romae et l'espace qui est plus tard occupé par les Rostres impériaux. Le niveau du sol du Volcanal est sensiblement plus élevé que celui du Comitium et du Forum. L'aire sacrée devait s'étendre jusqu'aux pentes du Capitole et occuper la zone où s'élève le temple de la Concorde.
Selon une deuxième hypothèse proposée en 1983 par l'archéologue Filippo Coarelli, le sanctuaire se situe à proximité immédiate du Comitium et forme une aire accolée à l'angle nord-ouest du Forum Romain qui correspond à la zone connue sous le nom de Lapis Niger durant l'Empire. Les vestiges identifiés à l'autel de Vulcain par Boni et les archéologues du début du XXe siècle seraient en fait ceux d'un autel dédié à Saturne. Coarelli propose d'identifier l'autel de Vulcain avec les vestiges d'un autel baptisé Ara G-H par les archéologues. Cette proposition a reçu le soutien de certains historiens, mais ne fait pas l'unanimité, d'autres historiens soutenant toujours l'hypothèse de Boni.

## Histoire
Le premier autel dédié à Vulcain a été élevé selon tradition par Titus Tatius vers 740 av. J.-C. pour commémorer l'accord passé avec Romulus qui a conduit à la fusion de leurs deux peuples romains et sabins. L'aire, relativement vaste, est utilisée durant la République par les magistrats pour régler les affaires publiques et parfois par les assemblées populaires pour se réunir, comme en 450 av. J.-C. lorsqu'elles sont convoquées par le décemvir Appius Claudius Sabinus.
L'aire est progressivement abandonnée jusqu'au Ier siècle où elle ne se réduit plus qu'aux alentours immédiats de l'archaïque autel de Vulcain. L'autel sert toujours lors des Volcanalia qui se déroulent le 23 août et durant lesquelles des petits poissons sont sacrifiés à Vulcain et Maia sur l'autel,.

## Description
Le sanctuaire contient un quadrige en bronze dédié par Romulus, une statue d'Horatius Coclès déplacée depuis le Comitium, un édicule dédié à la Concorde et au moins deux autels dédiés à Vulcain, le premier par Titus Tatius et le deuxième par Auguste en 9 av. J.-C.
Si l'identification proposée par Coarelli avec l'autel G-H du Lapis Niger est correcte, l'autel dédié à Vulcain adopte une forme en U et précède une plate-forme sur laquelle se dresse un petit temple ou un édicule. L'archéologue suédois Einar Gjerstad propose de placer deux statues de lions couchées sur les piédestaux en U. L'autel est encadré par deux tribunes de quelques marches, dont les Rostra Vetera, et est tourné vers le Comitium,.

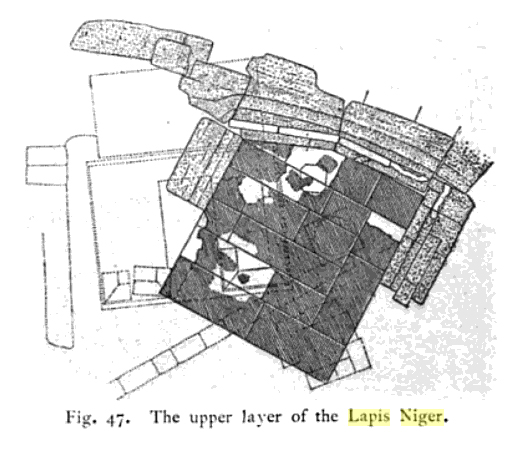
Plan de la zone dite du Lapis Niger avec le pavement noir d'époque impériale et l'autel G-H.
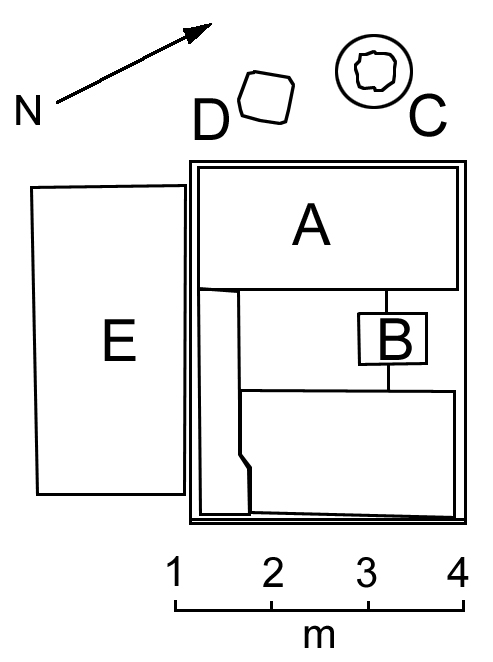
L'autel G-H (A-B-E) et la stèle archaïque (D).